# Marieke Heebink
 (janvier 2019).
Si vous disposez d'ouvrages ou d'articles de référence ou si vous connaissez des sites web de qualité traitant du thème abordé ici, merci de compléter l'article en donnant les références utiles à sa vérifiabilité et en les liant à la section « Notes et références ».
Marieke Heebink, née le 25 septembre 1962 aux Pays-Bas,, est une actrice néerlandaise.

## Filmographie

### Cinéma et téléfilms
- 1990 : Kracht (nl) : Maria
- 1992 : Op afbetaling : Ali
- 1993 : Pleidooi (nl) : Annelies
- 1993 : Verhalen van de straat : Desirée
- 1993 : Hartverscheurend (nl) : Loe
- 1994 : Oude Tongen (nl) : Anja Muis
- 1994 : En route  : Wiske
- 1994 : 1000 Rosen : Gina
- 1997 : Bed & Breakfast (nl) : Gans
- 1999 : De zeven deugden : Mariska
- 2000 : Bij ons in de Jordaan (nl) : Totty
- 2002 : Mevrouw de minister : Dirkje Holman
- 2005 : Eilandgasten (nl) : Simone
- 2006 : Keyzer & De Boer Advocaten : Jantien Tersteeghe
- 2006 : Grijpstra & de Gier (nl) : Leonoor van der Kruis
- 2006 : Waltz : Cliniclown
- 2011 : Rembrandt en ik (nl) : Geertje Dircks
- 2011 : Mixed Up[Quoi ?] : Louise
- 2012 : Het gouden huwelijk : Truus
- 2013 : 20 leugens, 4 ouders en een scharrelei (nl) : Ilse
- 2013 : Flikken Maastricht : Louise van der Mast
- 2014 : Basile H : Heeni
- 2015 : Moordvrouw : Joyce Kempenaer
- 2015 : Gouden Bergen (nl) : Lidewij Bosman
- 2015 : Rundfunk[Quoi ?] : Mme Spek
- 2016 : Heer & Meester (nl) : Henrietta Twaalfhoven
- 2016 : La Famiglia (nl) : La maire
- 2016-2017 : Petticoat (série télévisée) (nl) : Aline van Rooden
- 2018 : De Luizenmoeder (nl) : Agnes
- 2018 : Viking : L'Invasion des Francs (nl) : Alemke